# Tanytarsus gibbifer
Tanytarsus gibbifer är en tvåvingeart som beskrevs av Jean-Jacques Kieffer 1922. Tanytarsus gibbifer ingår i släktet Tanytarsus och familjen fjädermyggor.
Artens utbredningsområde är Tyskland. Inga underarter finns listade i Catalogue of Life.